# Berivan Aymaz

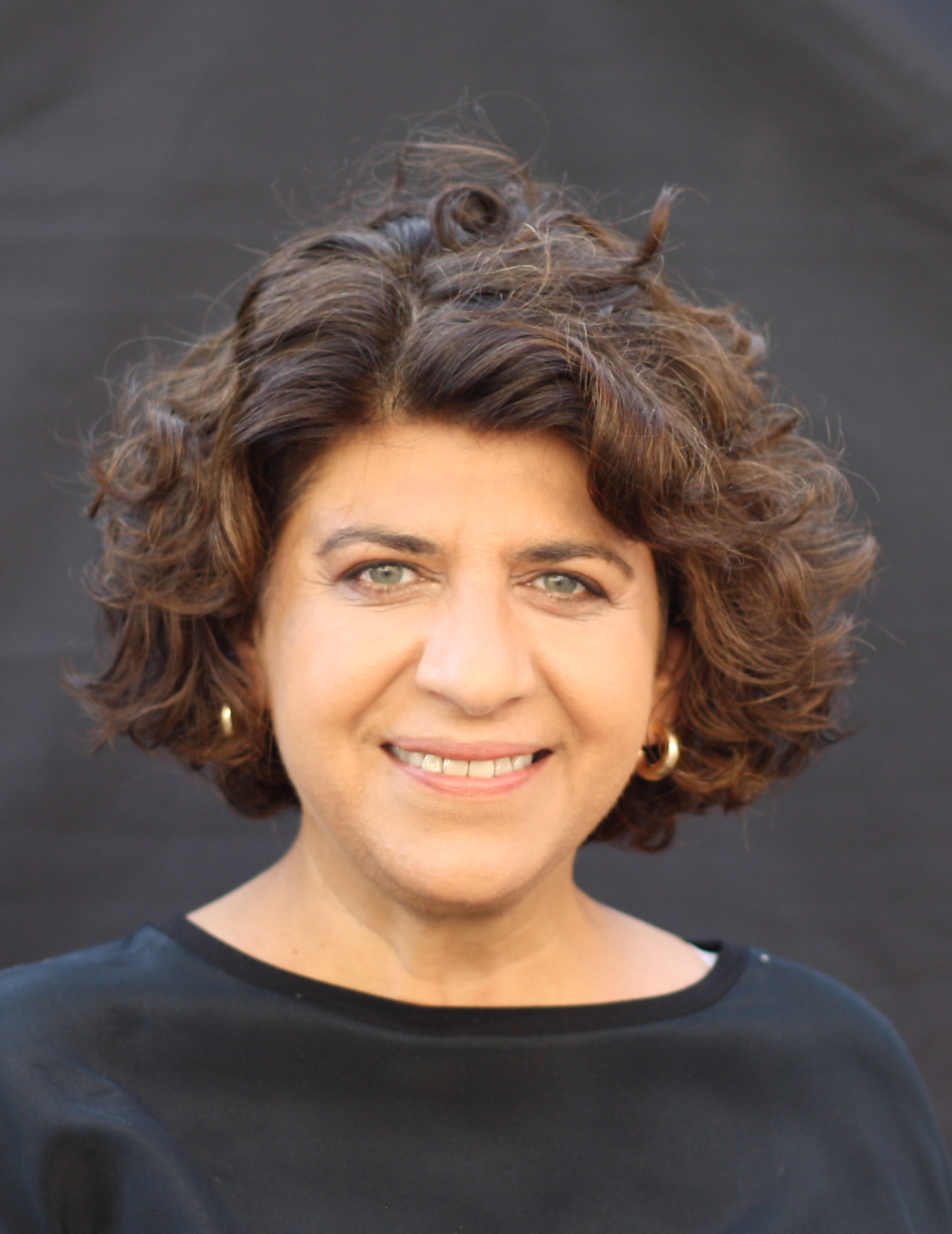
Berivan Aymaz (2024)

Berivan Aymaz (* 5. Juli 1972 in Genç) ist eine deutsche Politikerin (Bündnis 90/Die Grünen). Sie sitzt für ihre Partei seit 2017 im Landtag von Nordrhein-Westfalen und ist Sprecherin für Europa, Internationales und Eine Welt der Fraktion Bündnis 90/Die Grünen. Aymaz wurde am 1. Juni 2022 zur 2. Vizepräsidentin des Landtages gewählt. Im Dezember 2024 wurde Aymaz von Bündnis 90/Die Grünen für die Kommunalwahl 2025 als Kandidierende für das Amt der Oberbürgermeisterin der Stadt Köln aufgestellt.

## Leben
Aymaz wurde in der Provinz Bingöl, Türkei geboren. Ihr Vater war bis Ende 1977 Oberbürgermeister dieser Provinz und reiste 1978 als Diplomat (Kulturattaché) nach Deutschland. Im selben Jahr zog Berivan Aymaz mit ihrer Mutter und ihrem Bruder nach. Ihr Vater sollte aufgrund der kurdischen Herkunft kurz vor dem Militärputsch in der Türkei 1980 vom Amt abberufen werden, weigerte sich aber, zurück in die Türkei zu reisen.  Die Familie zog zuerst nach Paderborn, seit 1980 lebt Aymaz in Köln, wo sie in Brück und in Kalk sozialisiert wurde, an der Kaiserin-Theophanu-Schule Schülersprecherin war und 1990 das Abitur absolvierte. Nach ihrem Abitur studierte sie Rechtswissenschaften an der Universität zu Köln sowie später Politikwissenschaften an der Universität Duisburg-Essen, erwarb jedoch keinen Abschluss. Sie arbeitet seit Beginn ihres Studiums als freie Übersetzerin und Moderatorin.
Bereits als Schülersprecherin engagierte sich Aymaz für Menschenrechts-, Friedens- und Antirassismuspolitik. Sie organisierte 1991 die ersten Schülerdemos gegen den Golfkrieg. Aymaz war 1993 Mitbegründerin und bis 2003 erste Generalsekretärin der Kurdischen Gemeinde Deutschland.
Als Projektleiterin zu Migration, Transnationalität und interkultureller Erinnerungsarbeit engagierte sich Aymaz bei diversen Menschenrechts- und Migrantenorganisationen schon früh für eine menschenrechtsorientierte Flüchtlings- und emanzipatorische Migrationspolitik. 2010 war sie Mitkoordinatorin der bundesweiten Kampagne „Gerechtigkeit für Doğan Akhanlı“, die sich für die Freilassung des Kölner Schriftstellers einsetzte. Im Zuge dessen war sie mehrmals als Prozessbeobachterin in der Türkei. Im Vorfeld der türkischen Parlamentswahlen 2015 initiierte Aymaz für den Grünen Bundesparteitag den Antrag „Für Frieden und Freiheit in der Türkei“, der Solidarität mit der türkisch-kurdischen Partei HDP bekundet. Dem Antrag schlossen sich zahlreiche Grüne Spitzenpolitikerinnen und -politiker an.

## Politische Laufbahn
2009 trat Aymaz in die Grüne Partei ein, gründete 2012 die Landesarbeitsgemeinschaft „Säkulare Grüne NRW“ mit und war bis 2018 deren Sprecherin. Von 2013 bis 2016 war sie Mitglied der von der Bundespartei eingesetzten Kommission „Weltanschauungen, Religionsgemeinschaften und Staat“. Sie kandidierte als Direktkandidatin für den Bundestag im Jahr 2013 für den Wahlkreis Köln I (Wahlkreis 93). Von 2013 bis 2014 war sie im Kreisvorstand von Bündnis 90/Die Grünen Köln. Aymaz kandidierte 2014 für den Rat der Stadt Köln und zog über Listenplatz 5 in den Rat ein. Dort vertrat sie die Grüne Fraktion bis September 2017.
Im Mai 2017 zog Aymaz über Listenplatz 13 in den nordrhein-westfälischen Landtag ein und legte daraufhin ihr Ratsmandat für die Stadt Köln nieder. Sie ist Sprecherin für Europa, Internationales und Eine Welt der Grünen Landtagsfraktion. Bei der Landtagswahl 2022 gewann sie mit 37,0 % der gültigen Erststimmen das Direktmandat für den Wahlkreis Köln VI.
Als Mitglied des Sondierungsteams von CDU und Grünen hat Aymaz die erste schwarz-grüne Koalition in NRW mit verhandelt.
Aymaz ist ordentliches Mitglied im Ältestenrat des Landtags, ordentliches Mitglied im Ausschuss für Europa und Internationales sowie stellvertretendes Mitglied im Innenausschuss und Integrationsausschuss.
Im Januar 2025 wurde Berîvan Aymaz auf der Kreismitgliederversammlung ihrer Partei in geheimer Wahl mit 322 von 353 gültigen Stimmen – das entspricht einer Zustimmung von 91,2 Prozent – zur Kandidatin für das Amt der Oberbürgermeisterin der Stadt Köln für die Kommunalwahl 2025 gewählt.

## Abgeordnete und Vizepräsidentin des Landtags Nordrhein-Westfalen
Aymaz ist Vorsitzende der Parlamentariergruppe NRW-Israel. Zudem hat Aymaz als Vizepräsidentin des Landtags einen Sitz im Kuratorium der Stiftung Haus der Geschichte Nordrhein-Westfalen inne. Darüber hinaus ist sie stellvertretendes Mitglied im WDR-Rundfunkrat, Mitglied im Aufsichtsrat der UNO-Flüchtlingshilfe e.V. in Bonn sowie Ehrenmitglied des Kuratoriums für die Restaurierung der Historischen Stadt- und Wallraf-Bibliothek in Köln.